# Château de Saint-Sénoch
Le château de Saint-Sénoch est situé sur la commune de Varennes, dans le département d'Indre-et-Loire.

## Historique
L'actuel château est construit au XVIIIe siècle en remplacement d'un édifice primitif.
Le château appartient à la famille Haincque. Alexandre Bernard Haincque de Saint-Senoch (1722-1798), fermier général des poudres et salpêtres, le château de Saint-Sénoch en hérite. À son décès, il passe à sa sœur, Jeanne-Angélique (mère d'Élisabeth Guénard), qui le revend alors à son cousin Adrien Pierre Marie Haincque.
Il est acquis le 5 juillet 1831, pour la somme de 287 200 francs, par Parfait Victor Luce, ancien receveur général des finances d'Indre-et-Loire et fils de l'ancien maire de Tours Prudent Luce. Il passe ensuite successivement à son fils Jules Luce de Trémont, puis au fils de ce dernier, Octave Luce de Trémont. En 1881, au décès de son épouse, née Mélanie Fournier de Boisayrault d'Oyron, le domaine et ses 3 500 hectares sont partagés entre leurs enfants (Noémie, épouse d'Octave de Fouquet ; Georges ; Clémentine, comtesse de L'Héraudière ; Amédée, chef d'escadron ; Félix ; Jules, général de cavalerie).
Le monument fait l’objet d’une inscription au titre des monuments historiques depuis le 2 février 1963.